# Antoni Hincz
Antoni Hincz (ur. 1794, zm. 1 maja 1873 w Siedlcach) – żołnierz wojsk Księstwa Warszawskiego, oficer Królestwa Polskiego, inżynier, prezydent Siedlec w okresie powstania listopadowego.

## Życiorys
Urodził się w rodzinie Michała h. Działosza i żony jego Barbary z Osławskiej jako najmłodszy syn. Wraz ze starszym bratem Ignacym skończył szkołę w Krakowie i w Wiedniu zdobył wykształcenie jako inżynier budowy dróg.
W 1809 wspólnie zaciągnęli się do wojska i wstąpili do artylerii. Brali udział w wojnie 1812, Antoni uczestniczył w bitwie pod Borysowem i nad Berezyną oraz walczył w bitwie narodów pod Lipskiem. 
W Królestwie Polskim służył w latach 1817-21 w 3 kompanii lekkiej 2 Brygady Artylerii Pieszej stacjonującej w Kocku pod pułkownikiem Karolem Wiesflogiem.
W 1821 wystąpił z wojska, wziął ślub z Fryderyką Wilhelminą Gereth oraz objął funkcję inżyniera dróg i spławów województwa podlaskiego. W dwa lata później mieszkał już w Siedlcach pełniąc powierzoną funkcję do wybuchu powstania listopadowego.
Na początku grudnia 1830 na życzenie wielu obywateli i urzędników Antoni Hincz (…), przejął na siebie obowiązki prezydenta Siedlec  (z powodu choroby [dotychczasowego prezydenta Siedlec] Leopolda Mszańskiego). Antoni Hincz jednak w dalszym ciągu miał pełnić swe dotychczasowe funkcje za co pobierał pensję "przywiązaną do inżyniera".
Po upadku powstania jesienią 1831 powrócił do pracy w mieście. Został mianowany komisarzem obwodu siedleckiego a następnie naczelnikiem powiatu.
Żonaty był dwukrotnie: pierwszą żoną była Fryderyka Wilhelmina Gereth z którą miał pięcioro dzieci: Walentynę Emilię, Antoniego Bolesława, Władysława Antoniego, Emilię Annę i Juliana Jana; drugą żoną była Zuzanna z Bądzyńskich Izdebska z którą miał córkę Helenę. 
Emilia Anna wyszła za mąż za Antoniego Olechowskiego i w 1880 urodziła córkę Helenę, której młodsza córka Anna była żoną Stanisława Wincentego Kuklińskiego i matką Ryszarda Kuklińskiego.
Antoni Hincz zmarł w 1 maja 1873 w Siedlcach.

## Odznaczenia
Odznaczony: srebrnym Krzyżem Virtuti Militari, orderem św. Stanisława 3 klasy i św. Anny 3 klasy. W 1859 otrzymał order św. Stanisława 2 klasy. W czerwcu 1839 za wysługę lat otrzymał rangę radcy kolegialnego i w kwietniu 1846 otrzymał w 25-letnie posiadanie dobra rządowe Mościbrody w pow. siedleckim.